# Charles Forsyth
Charles G. Eric Forsyth (Manchester, 10 de janeiro de 1885 - 24 de fevereiro de 1951) foi um jogador de polo aquático britânico, campeão olímpico.
Charles Forsyth fez parte do elenco campeão olímpico de Londres 1908.